# John Singleton Mosby

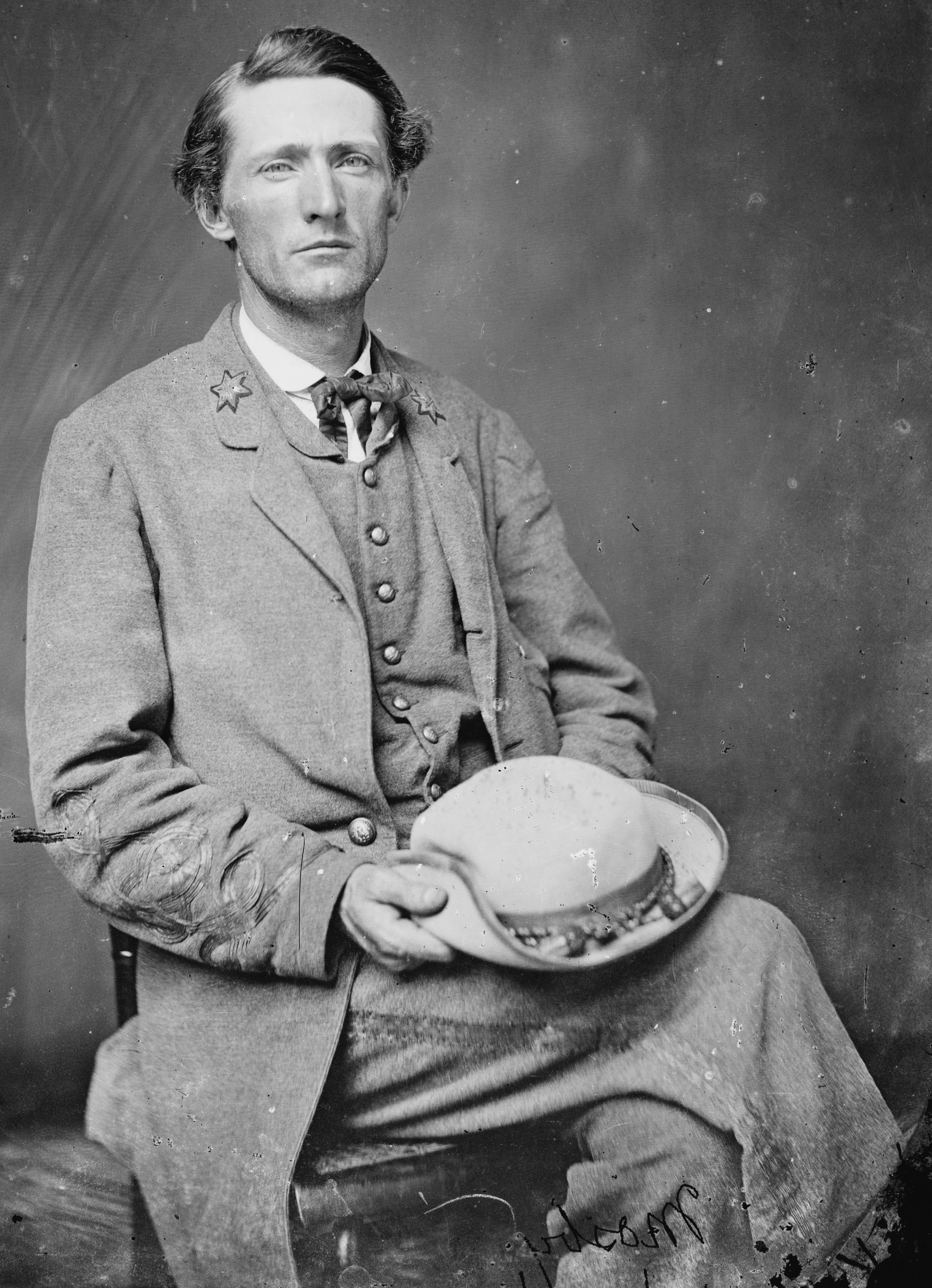
Mosby som major 1863.

John Singleton Mosby, född 1833, död 1916, var en amerikansk jurist från Virginia vilken var en framgångsrik konfedererad jägarofficer under det amerikanska inbördeskriget. Välkänd både i nord och syd för sina operationer bakom unionsarméns linjer blev han efter kriget republikan och personlig vän med president Grant. Mosby var amerikansk konsul i Hongkong under Rutherford B. Hayes och var specialagent i inrikesdepartementet och jurist i justitiedepartementet under Teddy Roosevelt. Däremellan var han jurist åt Southern Pacific i San Francisco.

## Ungdom och krigets början
Mosby var liten och spenslig och ofta sjuklig. I skolan blev han mobbad. Det fortsatte även när han var student, men han sköt då ned sin plågoande. För detta dömdes han till 12 månaders fängelse. I fängelset studerade han juridik med åklagarens hjälp och blev efter fängelsetiden advokat. Mosby var unionist och vid presidentvalet 1860 var han en av de få i Virginia som röstade på nordstatsdemokraternas kandidat Stephen Douglas. När kriget bröt ut tog han dock ställning för sin hemstat och anmälde sig som frivillig till armén trots att han var gift och hade barn. Mosby var menig i ett kavalleriregemente, men fick tidigt under kriget uppdrag som kunskapare bakom fiendens linjer. För sina insatser befordrades han till löjtnant 1862, men då regementet samma år fick Fitzhugh Lee som chef tog Mosby avsked som officer och blev menig igen, eftersom han inte kunde tåla Lees militära pedanteri. Han kunde dock fortsätta med sina aktiviteter. Fitzhugh Lee uppskattade inte Mosbys insatser vilka han såg som omilitäriska och föga gentlemannalika, men Mosby beskyddades av J.E.B. Stuart vilken tillät honom att självständigt leda och genomföra överfall och spaningsuppdrag med mindre styrkor.

## Förbandschef

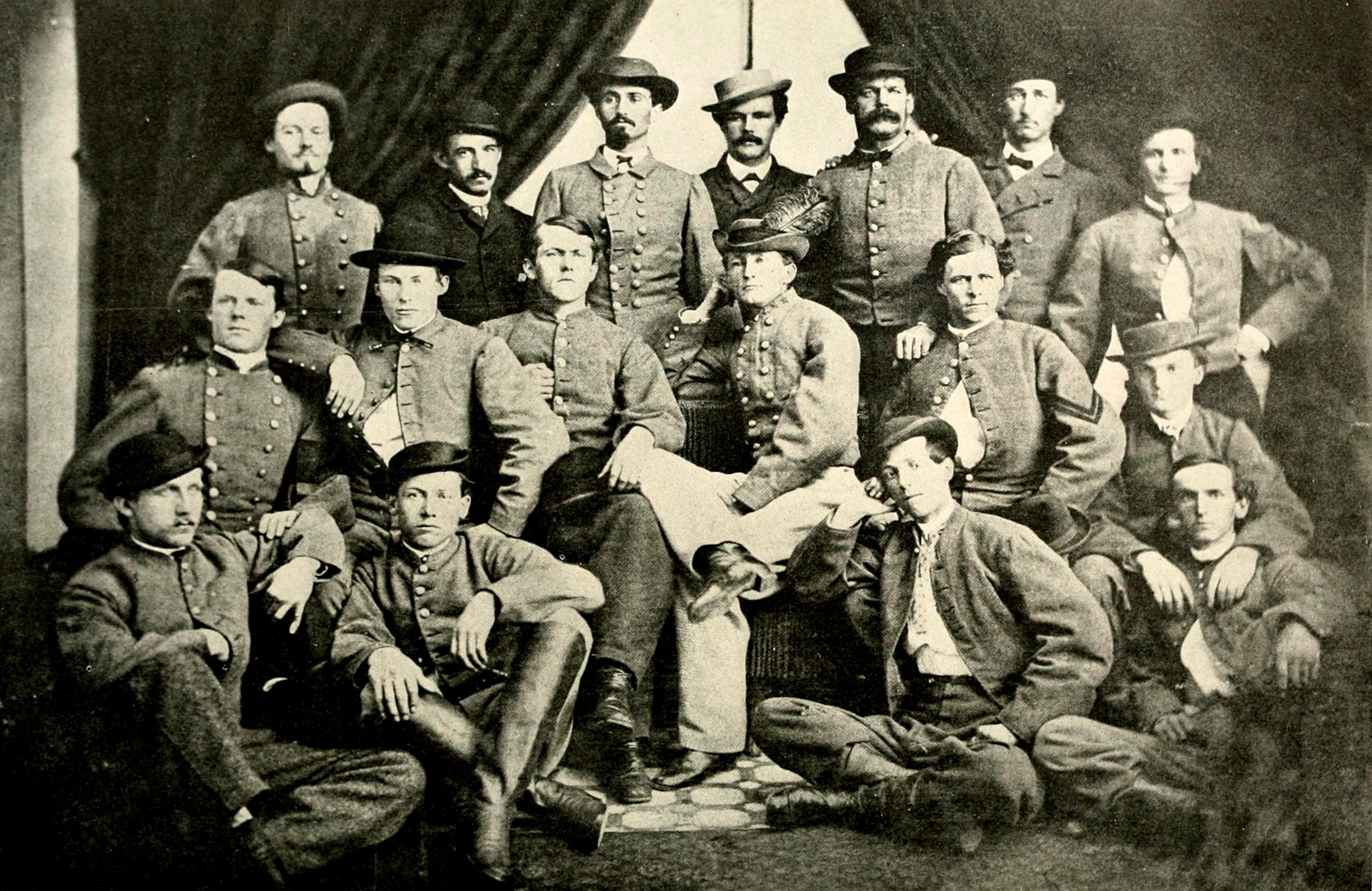
Mosby och hans män under slutet av kriget.

På våren 1863 lyckades Mosby i en av sina mest spektakulära operationer snappa bort en unionsgeneral från hans kvarter. Mosby blev strax därefter befordrad till kapten och på sommaren till major. Krigsministern James Seddon beundrade Mosby och han bemyndigade honom att rekrytera en egen kavalleribataljon som öronmärktes för jägaroperationer. Robert E. Lee uppskattade också Mosbys insatser, men som så många yrkesmilitärer var han tveksam till hans metoder; framförallt att bataljonen var inkvarterad hos civila i dess basområde i det av unionsarmén ockuperade Loudoun County, och bara samlades inför aktiva operationer. Lee hade också svårt att förstå att många jägaroperationer bäst utfördes med mindre styrkor och ville att Mosby helst skulle använda hela sin bataljon vid offensiva företag. Mosbys operationer gav ofta stora rubriker både i nord- och sydstatspressen och han blev ett välkänt och fruktat namn i unionsarmén. I början av 1864 befordrades Mosby till överstelöjtnant. I slutet på samma år utökades hans bataljon till ett regemente och Mosby befordrades till överste. Under kriget tog han och hans män flera tusen fångar och förde bort ännu flera drag- och slaktdjur från unionsarméns depåer, men förbandets viktigaste insats var att binda upp stora truppstyrkor med järnvägsbevakning och trängeskort. Mosby sårades flera gånger, bland annat i magen; ett sår som han mirakulöst nog överlevde vid en tid då 95 % av alla magskott slutade med döden.

## Grants vän
Efter kriget bedrev Mosby med hjälp av det rykte som han förvärvat under kriget en framgångsrik advokatpraktik i norra Virginia. Mosby ville åstadkomma en försoning mellan de konservativa krafterna i Virginia och det republikanska partiet. Han stödde därför Grant i presidentvalet 1872. I samband därmed sammanträffade han med Grant i Vita Huset och de blev snabbt vänner. I Virginia mottogs dock inte vad man betraktade som Mosbys "avhopp till fiendesidan" med någon entusiasm, något som gick ut över hans verksamhet som advokat. Rutherford B. Hayes utnämnde honom till amerikansk konsul i Hongkong där han rensade upp i ett träsk av korruption i det amerikanska konsulatsväsendet. När Cleveland blev president ersattes han 1885 som konsul av en demokrat och Grant ordnade ett arbete åt honom som jurist åt Southern Pacific Railroad i San Francisco. 

## Roosevelts skyddsling

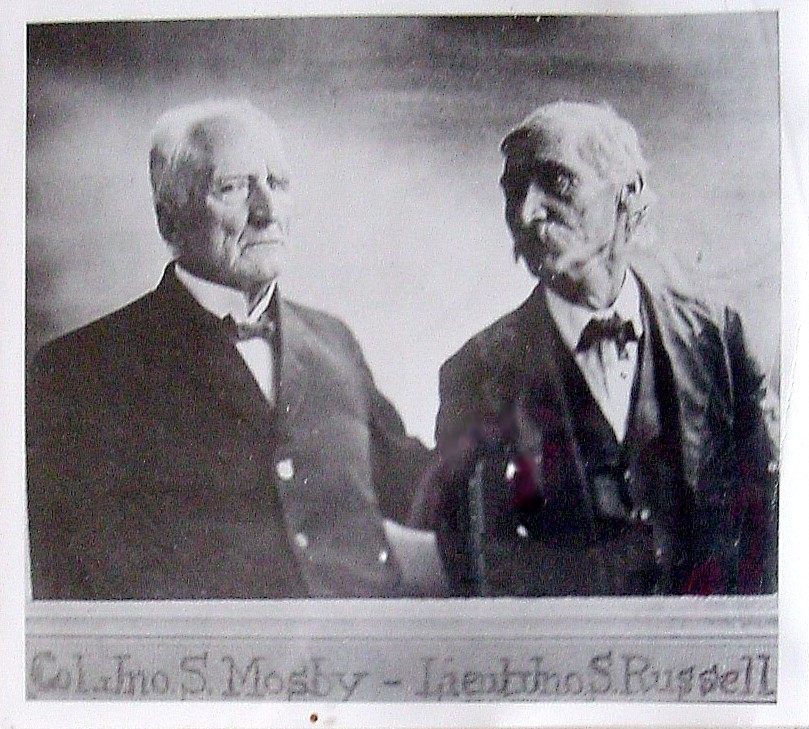
Överste Mosby (till vänster) som en gammal man.

När Mosby blev friställd 1901 var han utan både pension och sparpengar och president Roosevelt ordnade ett arbete åt honom som specialagent för inrikesdepartementet. I sitt nya ämbete tog han itu med de omfattande bedrägerier som gjorde det möjligt för stora boskapsägare i Nebraska att gratis förfoga över enorma arealer av federal betesmark. Roosevelt stödde honom i hans strid med boskapsägarna, men Mosby anklagade också de två republikanska senatorerna från Nebraska för delaktighet i bedrägerierna och det var att överstiga en politisk gräns som inte fick överstigas. Mosby blev omplacerad till justitidepartementet som biträdande jurist, med sin svåger som byråchef. Mot slutet av sitt liv bodde Mosby hos en av sina döttrar och fick under flera år lön utan att behöva arbeta. Han använde tiden för skriftlig polemik rörande gettysburgfälttåget där han försvarade J.E.B. Stuart. Mosby avled under ett kirurgiskt ingrepp 1916.

## Populärkultur
John Mosby var förebild för TV-serien The Gray Ghost 1957-1958, vars pilotavsnitt följdes av ytterligare 38, men serien lades ned efter en säsong. Mosby var även huvudperson i åtta böcker skrivna av Ray Hogan 1960-1966. 